# Claire Thompson
Claire Thompson (Toronto, 28 de janeiro de 1998) é uma jogadora de hóquei no gelo canadense. Formada pela Universidade de Princeton, ela terminou sua carreira em quinto lugar em pontos de todos os tempos por uma defensora na história do Princeton Tigers com 87 pontos acumulados.
Ela fez sua estreia pela equipe nacional feminina de hóquei no gelo do Canadá em 2019 em uma série de dois jogos contra os Estados Unidos. Nos Jogos Olímpicos de Inverno de 2022 em Pequim, foi uma das convocadas para a seleção, que conquistou a medalha de ouro.